# Космический призрак (мультсериал)
Космический призрак (англ. The Space Ghost) — американский фантастический мультсериал, рассказывающий о борьбе супергероя Космического призрака и его помощников, близнецов Джейн и Джейса, а также их ручной обезьянки Блипа с различными космическими супер-злодеями. Оригинальный мультсериал транслировал телеканал CBC с 10 сентября 1966 по 7 сентября 1968 года, в блоке программ с шоу Dino Boy in the Lost Valley (Дино-мальчик в Потерянной долине).

## Сюжет
Оригинальная вселенная Космического призрака развивается в далеком будущем, где главный герой патрулирует космические просторы сражаясь с монстрами и злодеями. За время первого сезона протагонисты сериала сталкиваются как с постоянно действующими супер-злодеями, так и с врагами, которые появляются в сериале однократно. Во втором сезоне, в качестве камео появляются с персонажами из других мини-сериалов Ханны-Барберы (Геркулоиды, Моби Дик, Шаззен и Могучий Майтор).

## Персонажи
Положительные:
- Космический призрак — главный протагонист сериала, носит чёрную маску и белый скафандр с жёлтым плащом. Кроме способности летать, Космический призрак не обладает иными сверхспособностями. Основное его оружие это энергетические браслеты (power bands), которые могут генерировать различные силовые поля, или стрелять различными лучами, в частности им применялись лазерный луч, замораживающий луч, антиматериальный луч, тепловой луч и др. Так же на вооружение героя имеется пояс невидимости и боевой космический корабль «Крейсер-фантом»
- Джейн и Джейс — сестра и брат, соответственно. Добровольные помощники Космического призрака, не имеющие сверхвозможностей. Обычно вооружены реактивными ранцами и поясами невидимости, имеют собственный миниатюрный звездолёт
- Блип — ручная обезьянка близнецов, оснащен же экипировкой, что и они. Блип регулярно выручает команду, используя, в качестве преимущества, свои малые размеры и незаурядный, для мартышки, интеллект.

Отрицательные:
- Металлус — металлический монстр-гуманоид, похожий на средневекового рыцаря. Металлус неоднократно появляется в сериале, стараясь завоевать Галактику с помощью армии роботов и дронов, которых он создает в огромных количествах.
- Король чудовищ — низкорослый гуманоид, который с помощью телепатического шлема способен управлять различными чудовищами с других планет, зачастую пытается натравить их Космического призрака и его команду.
- Чёрная Вдова — в дальнейших сериях Паучица (Spider Woman). Хитрая и коварная представительница расы, внешне похожей на людей. Сверхспособностей не имеет, обычно использует различных монстров или космических бандитов для своих преступлений.
- Брак — галактический пират, по виду напоминает антропоморфного кота, со своим сообщником Систо (гуманоидом того же вида) неоднократно пытался избавиться от Космического призрака.
- Зорак — насекомоподобный гуманоид, вызволенный из космической тюрьмы своими сообщниками, куда его упрятал Космический призрак. С тех пор жаждет мести. Является главарём банды таких же насекомоподобных существ.
- Молтар — неизвестного вида гуманоид, чье обличье скрывает костюм химической защиты. Молтар проживает на планете вулканов и занимается тем, что создаёт высокотемпературных роботов, с помощью которых собирается завоевать вселенную.

Указанные шесть злодеев во втором сезоне формируют «Совет смерти» (Council of Doom) для координации усилий по уничтожению Космического призрака.

## Издания
Компания Warner Home Video в 2007 году выпустила на DVD сериал о Космическом призраке, в едином блоке с Дино-мальчиком, то есть в том же виде, в каком они транслировались по ТВ в 1960-х. Издание получило региональный код 1. В России официально мультсериал в полном объёме на DVD не издавался, несколько серий были показаны в начале 1990-х по центральному телевидению. Неофициально 1-й и 2-й сезоны доступны в Интернете в одноголосом переводе.

## Спин-офф
- Космический призрак От побережья к побережью. Пародийное ток-шоу, которое было выпущено в 1994 году и транслировалось на канале Adult Swim в 2001 году. Сюжет мультфильма заключается в том, что супергерой, известный по оригинальному мультфильму «Ханна-Барбера» 1966 года, ушёл «на пенсию» и открыл собственную программу.
- Шоу Брака. Брак является одним из главных героев «Космического Призрака». Он получает своё собственное шоу в 2000 году.